# Krajowa Rada Bezpieczeństwa Ruchu Drogowego
Krajowa Rada Bezpieczeństwa Ruchu Drogowego (KRBRD) – została powołana dnia 1 stycznia 2002 r. na mocy ustawy Prawo o ruchu drogowym jako międzyresortowy organ doradczy i pomocniczy Rady Ministrów w sprawach bezpieczeństwa ruchu drogowego.
Przewodniczącym KRBRD jest minister właściwy ds. transportu, zaś jego zastępcami są: sekretarz lub podsekretarz stanu w ministerstwie właściwym ds. wewnętrznych oraz sekretarz lub podsekretarz stanu w ministerstwie właściwym ds. transportu. Członkami KRBRD są przedstawiciele Ministra Obrony Narodowej, Ministra Sprawiedliwości oraz ministrów właściwych do spraw: administracji publicznej, budżetu, finansów publicznych, gospodarki, gospodarki przestrzennej i mieszkaniowej, oświaty i wychowania, środowiska, transportu, wewnętrznych, pracy oraz Komendanta Głównego Policji, Komendanta Głównego Straży Pożarnej, Generalnego Dyrektora Dróg Krajowych i Autostrad oraz wskazani przez premiera wojewodowie.
KRBRD określa kierunki i koordynuje działania administracji rządowej w sprawach bezpieczeństwa ruchu drogowego.

## Do zadań KRBRD w zakresie poprawy bezpieczeństwa ruchu drogowego należy między innymi
- proponowanie kierunków polityki państwa, opracowywanie programów poprawy brd,
- zlecanie badań naukowych,
- inicjowanie oraz opiniowanie aktów prawnych w dziedzinie brd,
- inicjowanie współpracy zagranicznej, jak również działalności edukacyjno-informacyjnej,
- współpraca z organizacjami społecznymi i instytucjami pozarządowymi,
- analizowanie i ocena podejmowanych działań.

### Sekretariat Krajowej Rady Bezpieczeństwa Ruchu Drogowego
Jednostką wykonawczą KRBRD jest Sekretariat KRBRD, który działa jako wewnętrzna jednostka organizacyjna ministra właściwego ds. transportu. Sekretariat KRBRD prowadzi m.in. działania promujące bezpieczeństwo na polskich drogach wśród wszystkich użytkowników dróg. Głównym założeniem prowadzonych działań jest:
- spadek liczby wypadków drogowych oraz liczby ofiar śmiertelnych i rannych w ich wyniku,
- wzrost świadomości społecznej w zakresie bezpiecznych zachowań na drodze,
- niższe koszty społeczne zdarzeń drogowych,
- rozwój współpracy w zakresie bezpieczeństwa ruchu drogowego pomiędzy organami administracji rządowej, administracji samorządowej i organizacjami pozarządowymi.

Poprzez prowadzenie tych działań Sekretariat KRBRD realizuje ustawowe zadania KRBRD określone w art. 140c Ustawy prawo o ruchu drogowym.
Obecnym Sekretarzem KRBRD jest Konrad Romik – wieloletni i ceniony przez środowisko brd pracownik resortu transportu.